# Carmen Casapieri
Carmen Casapieri (Torino, 28 agosto 1938 – Torino, 20 giugno 1984) è stata una politica e sindacalista italiana.

## Biografia
Figlia di Alberto, proprietario di un'officina meccanica, frequenta a Torino il liceo classico Vincenzo Gioberti. Iscritta alla Facoltà di lettere e filosofia all'Università di Torino, non conclude gli studi.
Attiva dai primi anni sessanta nel mondo politico cittadino, si iscrive inizialmente al Partito Socialista Italiano e approda nel 1961 al Partito Comunista Italiano. Inviata dal partito all'Istituto di studi comunisti, diviene responsabile delle donne della FGCI.
Dal 1967 al 1970 è segretaria torinese della FILTEA, sindacato dei tessili della CGIL, successivamente fa parte della Commissione sulla salute della Camera del lavoro di Torino.
Dal 1972 al 1979 è deputata per il PCI, per due legislature.